# 金甲乡
金甲乡，是中华人民共和国四川省南充市蓬安县下辖的一个乡镇级行政单位。2019年10月，撤销骑龙乡，将其所属行政区域划归金甲乡管辖。

## 行政区划
金甲乡下辖以下地区：
杉树沟村、大屋基村、定顺村、迎龙桥村、麻秀沟村、下唐村、观音桥村、上唐村、芋河桥村、葫芦村、仙鹅村、星火村、长河村、焰山村和果山村、骑龙村、补巴桥村、关鹿山村、五童梁村、白鹤嘴村、白石包村、河半街村、母家坝村和黄金桥村。